# Горкха
Горкха (непальск. गोरखा राज्य) — государство кхасов в составе конфедерации 24 княжеств, известной как Чаубиси раджья, на севере Индийского субконтинента (современная территория западного Непала). Королевство Горкха простиралось от реки Марсьянди на западе до реки Трисули на востоке, отделявших его от королевств Ламджунг и Непал соответственно .
Княжество (или королевство) Горкха было основано в 1559 году принцем Дравия Шахом, вторым сыном правителя Яшо Брахма Шаха из королевства Ламджунг и потомком раджпутов Удайпура. В XVIII веке оно стало центром формирования Непальского государства. Объединив Непал под своей властью, Притхви Нараян Шах стал его первым королём. До конца XIX века Непал официально именовался Горкха раджья (Королевство Горкха).

## Происхождение

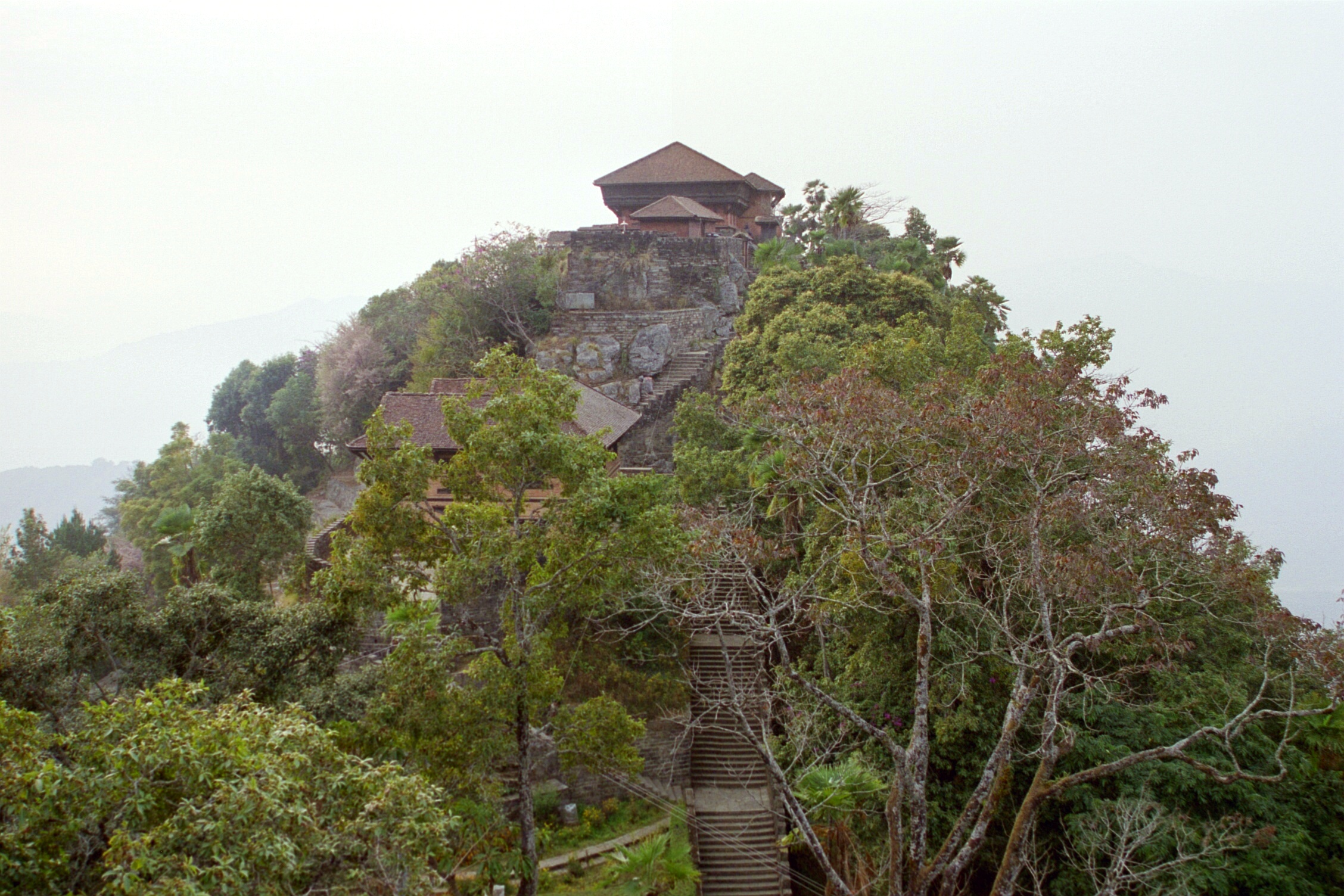
Старый королевский дворец (дарбар) в Горкхе

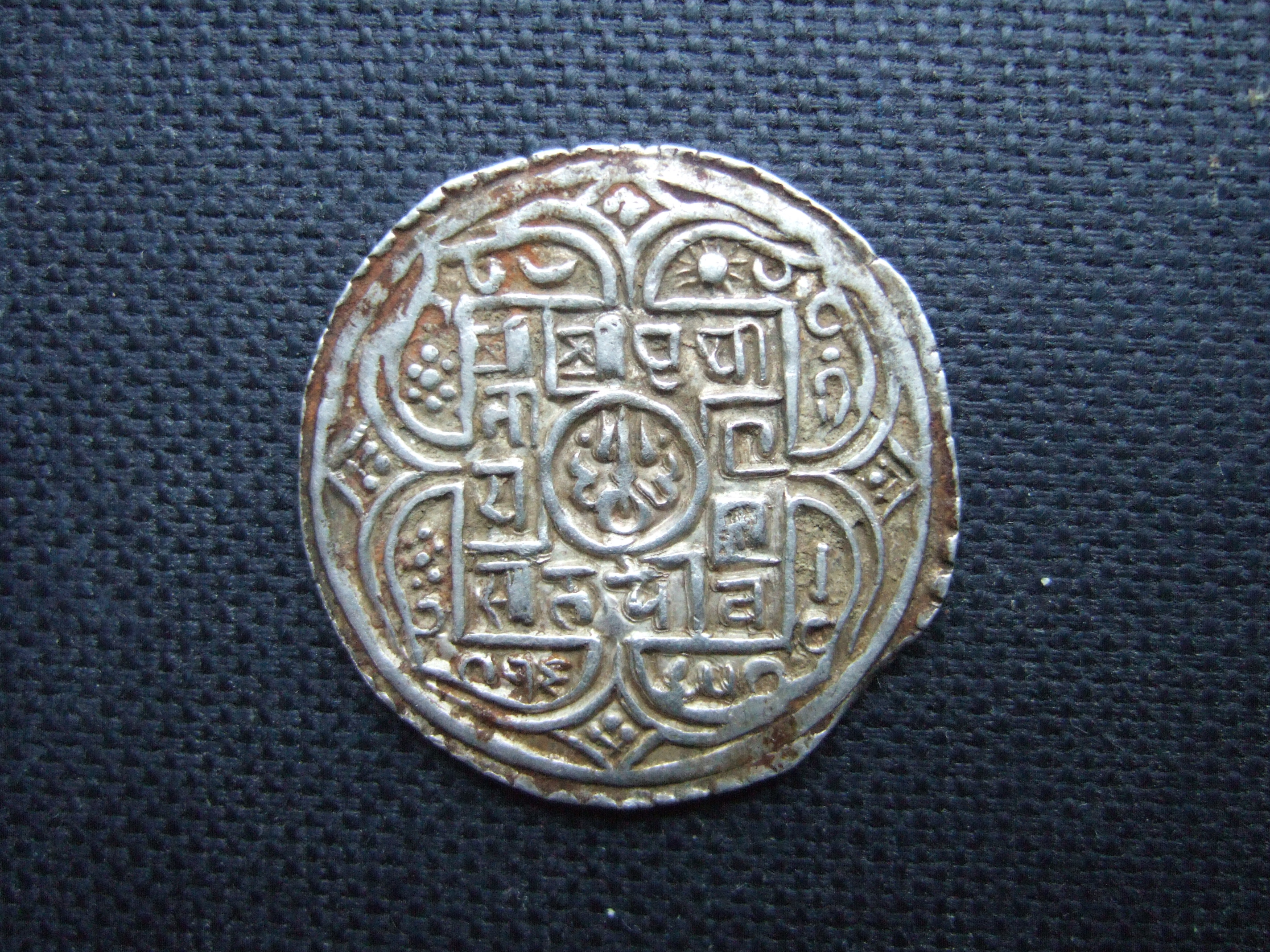
Мохар (монета) царя Горкхи Притхви Нараян Шаха, датируемый 1685-м годом сакской эры (1763 год н.э.)

Согласно легендам, одним из первых предшественников династии Шахов был Риши-радж Рана-Джи из Лунной династии. Он стал правителем Читторгарха и получил титул Бхаттарак. Лунная династия оставалась у власти тринадцать поколений. С приходом мусульман Бхаттараку пришлось отречься от престола, и он смог сохранить только свою кастовую фамилию Рана-джи. Раджи носили титул Рана-Джи в течение четырёх поколений и Рана-джи Рава — следующих семнадцати.
Император Великих Моголов Акбар (1542—1605) пожелал жениться на дочери Фатте Синха Рана-Джи Рава. Акбару было отказано, потому что он принадлежал к другой религии — исламу, а не индуизму. Это привело к войне, в которой многие раджпуты, в том числе Фатте Синха Рана-джи Рава, были убиты. Выжившие во главе с Удайбамом Рана-Джи Рава основали поселение Удайпур.
Манматх Рана-Джи Рава отправился в Удджайн, его сын Бхупал Ранаджи Рао — в Риди на северных холмах, Саргху и Хиум в Бхиркоте. Младший сын того Мича стал правителем Нувакота на крайнем западе.
От него в Нувакоте началась династия из семи раджей. Куламандан, старший сын Джагадева, захватил Каски, сместив правителя из числа гурунгов. Он получил титул шаха и сменил своего отца. Второй сын Калу был призван на царство в Дура Данда в Ламджунге, но был убит племенем секхантов (также предков современных гурунгов). Ещё один сын, Яшо Брахма Шах (Ясобам), смог сменить его в качестве правителя Ламджунга только достигнув компромисса с гурунгами. Второй сын Ясобама, Дравия Шах (Дравья-шах) подчинил народность гхале в соседнем Лиглигкоте (на территории нынешнего района Горкха). Покорив эти земли у вождей кхадка, Дравия Шах в 1559 году назвал свои новые владения Горкха (название «Горкха» связывают с пребыванием здесь в древности легендарного йога Горакхнатха).

## Список королей Горкхи

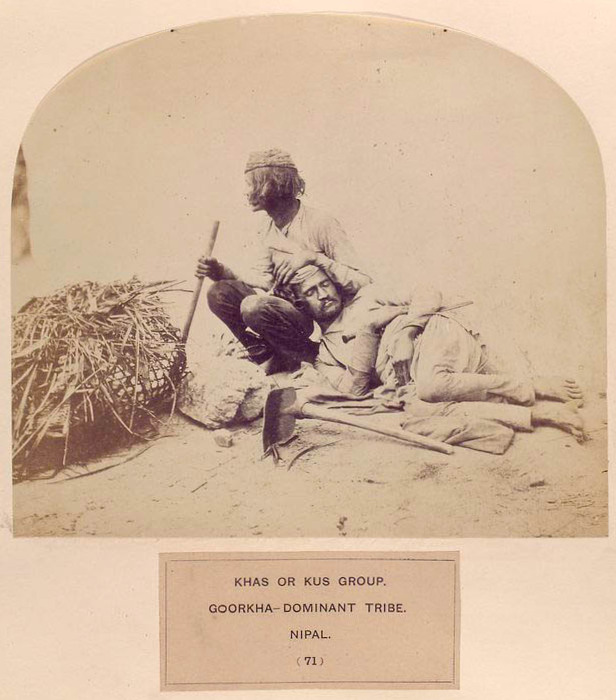
Изображение из книги «Народы Индии» (The People of India, 1868—1875). Подпись: группа Кхас или Кус, Гуркха — доминирующее племя, Нипал

| №  | Имя                  | Имя на непальском    | Годы правления |
| -- | -------------------- | -------------------- | -------------- |
| 1  | Дравия Шах           | राजा द्रव्य शाह           | 1559-1570      |
| 2  | Пурна (Пурендра) Шах | पूर्ण शाह/ पूरेन्द्र शाह     | 1570-1605      |
| 3  | Чатра Шах            | छत्र शाह               | 1605-1609      |
| 4  | Рам Шах              | श्रीमन्त महाराजधिराज राम शाह  | 1609-1633      |
| 5  | Дамбар Шах           | डम्वर शाह              | 1633-1645      |
| 6  | Кришна Шах           | श्रीकृष्ण शाह             | 1645-1661      |
| 7  | Рудра Шах            | रुद्र शाह               | 1661-1673      |
| 8  | Притхвипати Шах      | पृथ्वीपत्ति शाह            | 1673-1716      |
| 9  | Нара Бхупал Шах      | नरभूपाल शाह             | 1716-1743      |
| 10 | Притхвни Нараян Шах  | बडामहाराजधिराज पृथ्वीनारायण शाह | 1743-1768      |

## Экспансия
В 1-й трети XVIII века началось политическое и экономическое усиление княжества Горкха, благодаря чему оно смогло вступить в борьбу за гегемонию в Непале. С 1736 года горкхали (жители Горкхи) участвовали в экспансионистской кампании, начатой королем Нара Бхупал Шахом, которую продолжили его сын Притхви Нараян Шах и внук принц Бахадур Шах. В итоге они завоевали огромные участки земли к востоку и западу от Горкхи.
Среди их завоеваний самым важным и ценным приобретением была богатая неварская конфедерация Непальской Мандалы с центром в долине Катманду. Начиная с 1745 года горкхали окружали долину со всех сторон; установившаяся блокада препятствовала путям снабжения зерном, что должно было вызвать голод среди местного населения голодать, но жители выстояли.
Неварцы обратились за помощью к Британской Ост-Индской компании, однако отправленная в 1767 году экспедиция под командованием капитана Кинлоха не успела вовремя. Три неварские столицы — Катманду, Лалитпур и Бхактапур — пали под натиском гуркхских войск в 1768—1769 годами. Свергнув последнего представителя династии Малла во главе Катманду Джая Пракаша Маллу, правитель Горкхи Притхви Нараян Шах перенес в этот город свою столицу и объявил себя первым королём Непала.
С 1788 года горхали обратили своё внимание на север, развязав первую войну с Тибетом и его сюзереном — китайской империей Цин. Вторгнувшись в Тибет, горкхские войска захватили приграничные города Кийронг и Кути, обложив тибетцев ежегодной данью. Когда тибетцы перестали его платить, горхали снова вторглись в Тибет в 1791 году и разграбили монастырь Ташилунпо в Шигадзе. На этот раз на защиту Тибета встала китайская армия, продвинувшись вплотную к Катманду, но не смогла добиться успеха из-за контратаки вооружённых кукри гуркхов. Обеспокоенный Бахадур Шах запросил у Британской Ост-Индской компании 10 артиллерийских орудий. Китайский командующий Фуканъань стремился не растерять плодов своих побед, и безрезультатная война была завершена подписанием мирного договора в Бетравати.

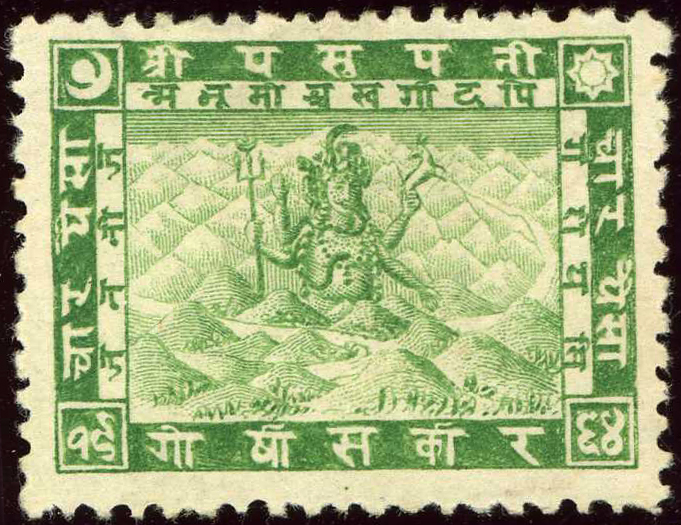
Почтовая марка, выпущенная правительством Горкхи в 1907 г.

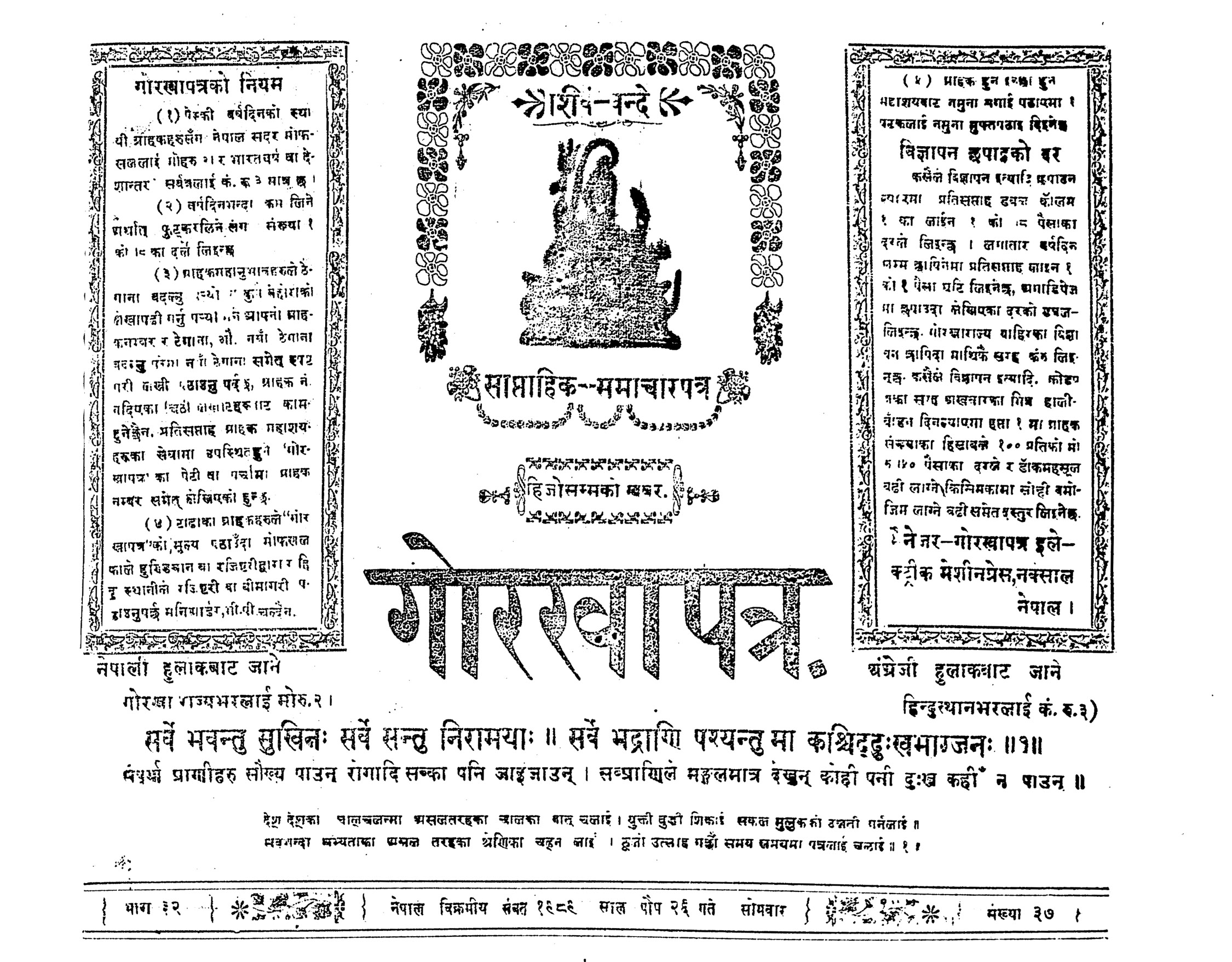
«Горкхапатра» от 9 января 1933 г.

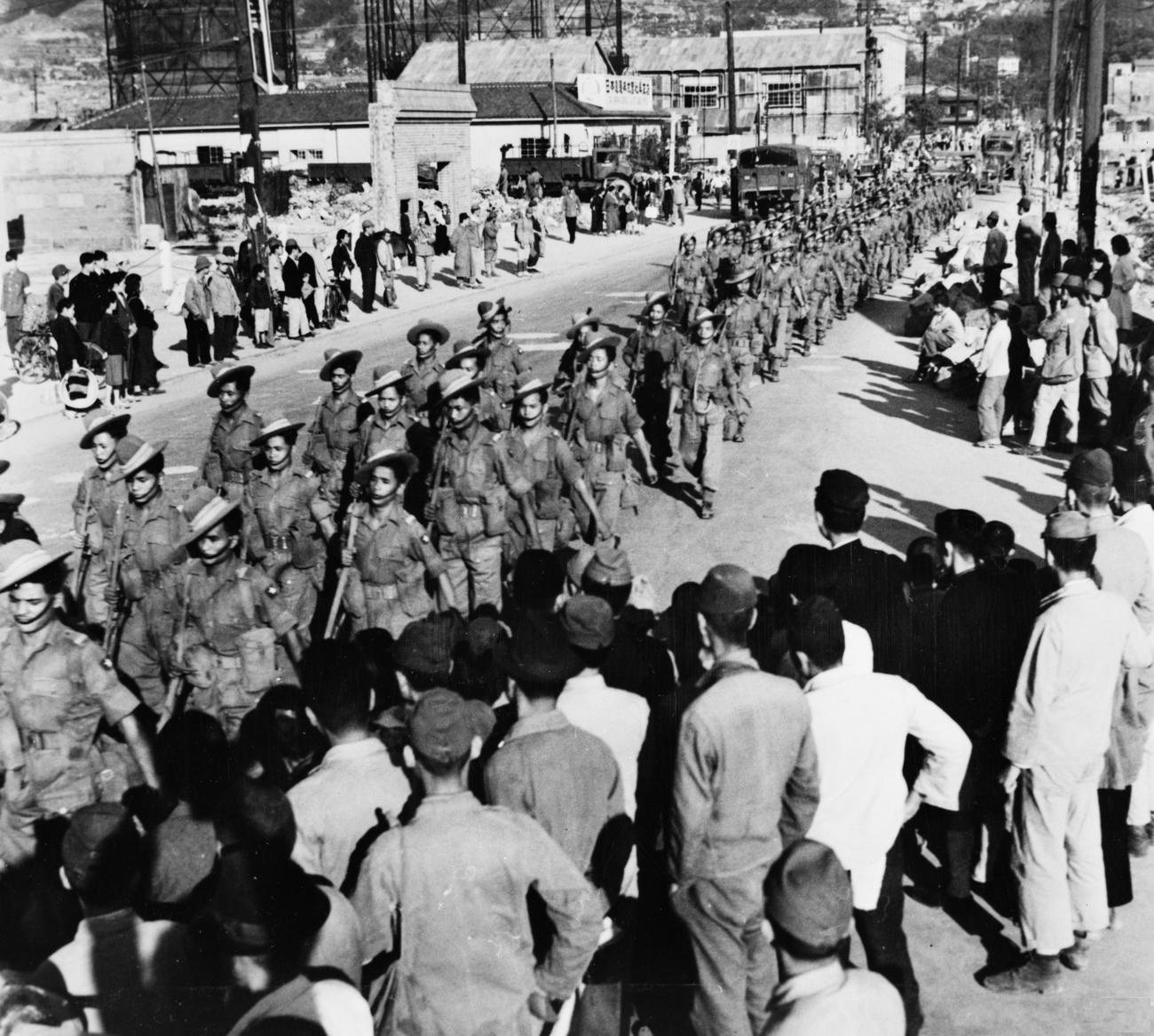
Солдаты-гуркхи прибывают в Японию в 1946 году в составе союзных оккупационных войск.

Позднейшая непальско-тибетская война 1855—1856 годов между силами тибетского правительства (Ганден Пходранг, тогда находившегося под административным управлением династии Цин) и вторгшейся непальской армией окончилась победой Непала.
Власть горкхов достигла своего пика в начале XIX века, простираясь вдоль всего предгорья Гималаев от Кумаона и Гарвала на западе до Сиккима на востоке. Однако их заставили вернуть большую часть оккупированных территорий по Сугаульскому договору после поражения в Англо-непальской войне 1814—1816 годов.

## От Горкхи к Непалу
Владения Горкха продолжали называться Горкха Раджья (что означает Королевство Горкха) до начала XX века. Исторически название «Непал» относилось в основном к долине Катманду, родине неваров. Но с 1930-х годов власти начали повсеместно использовать его для обозначения всей страны, и «Непал Хальдо» (Непальская долина) стала «долиной Катманду». Соответственно было сменено и название правительства (ранее «Горкха Саркар»).
Точно так же язык горхали был в 1933 году переименован в непальский, как и термин в бывшем национальном гимне под названием «Шриман Гамбхир» в 1951 году. Правительственная газета, запущенная в 1901 году, до сих пор носит название «Горкхапатра» («Газета горкхов») .
Династия Шах правила Непалом до 2008 года, когда он стал республикой в результате гражданской войны и народного движения. Ныне район Горкха, примерно соответствующий территории старого княжества, является одним из 77 административных районов Непала.

## Горкхи и гуркхи
С жителями сугубо старого княжества горкхов не стоит путать гуркхов — военные подразделения колониальной британской или индийской армии (где они известны как горкхи), зачисляемые из непальских добровольцев. Их история восходит к Англо-горкхской войне и Сугаульскому договору 1816 года, позволившему Британской Ост-Индской компании набирать в качестве наёмников людей из королевства Горкха (уже занимающего весь Непал).
Во время Второй мировой войны (1939—1945) в общей сложности 250 280 гуркхов служили в 40 батальонах, плюс восемь батальонов непальской армии. Они получили 2734 награды за храбрость и потеряли около 32 тысяч человек на различных театрах военных действий.

## Галерея

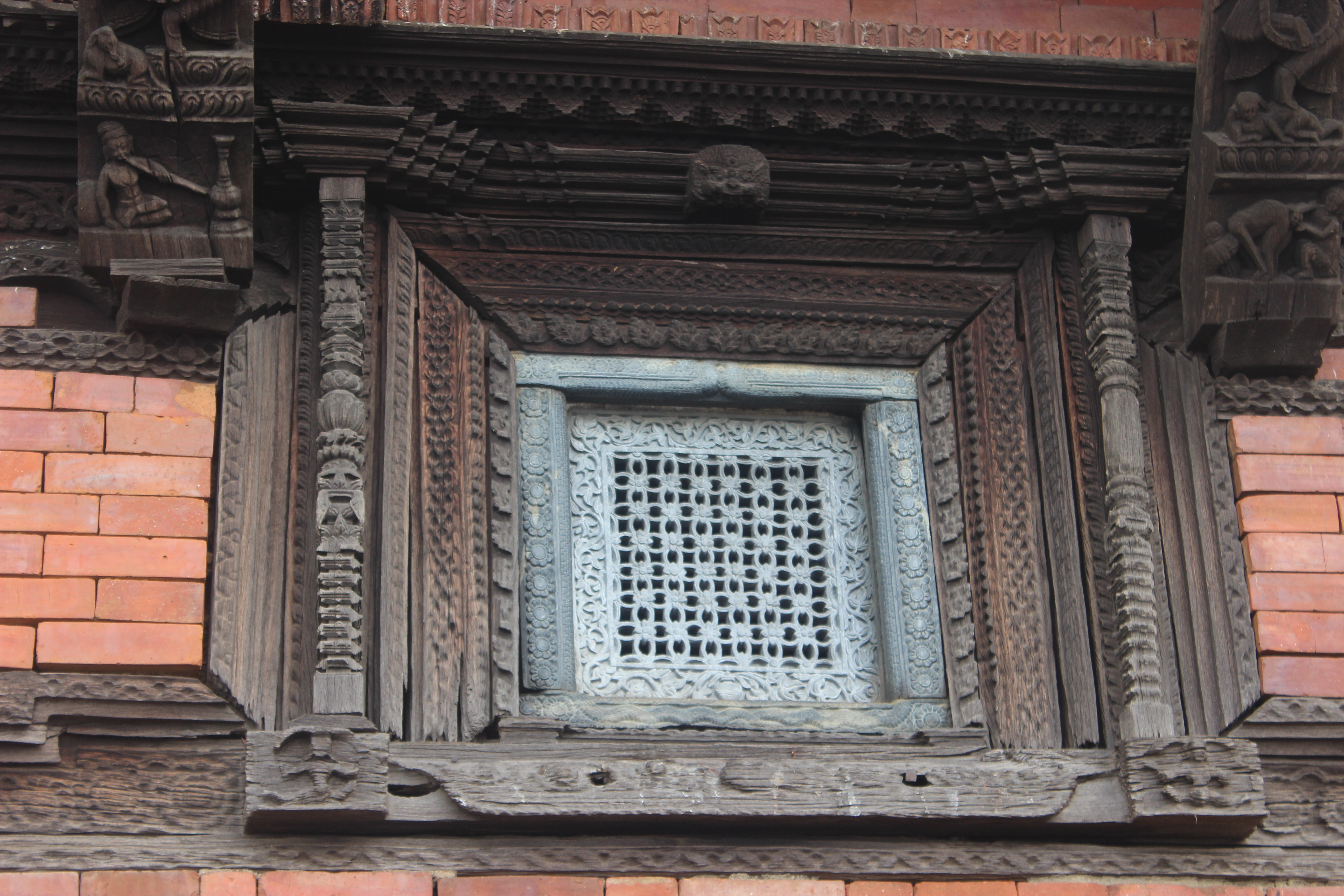
Металлическое окно
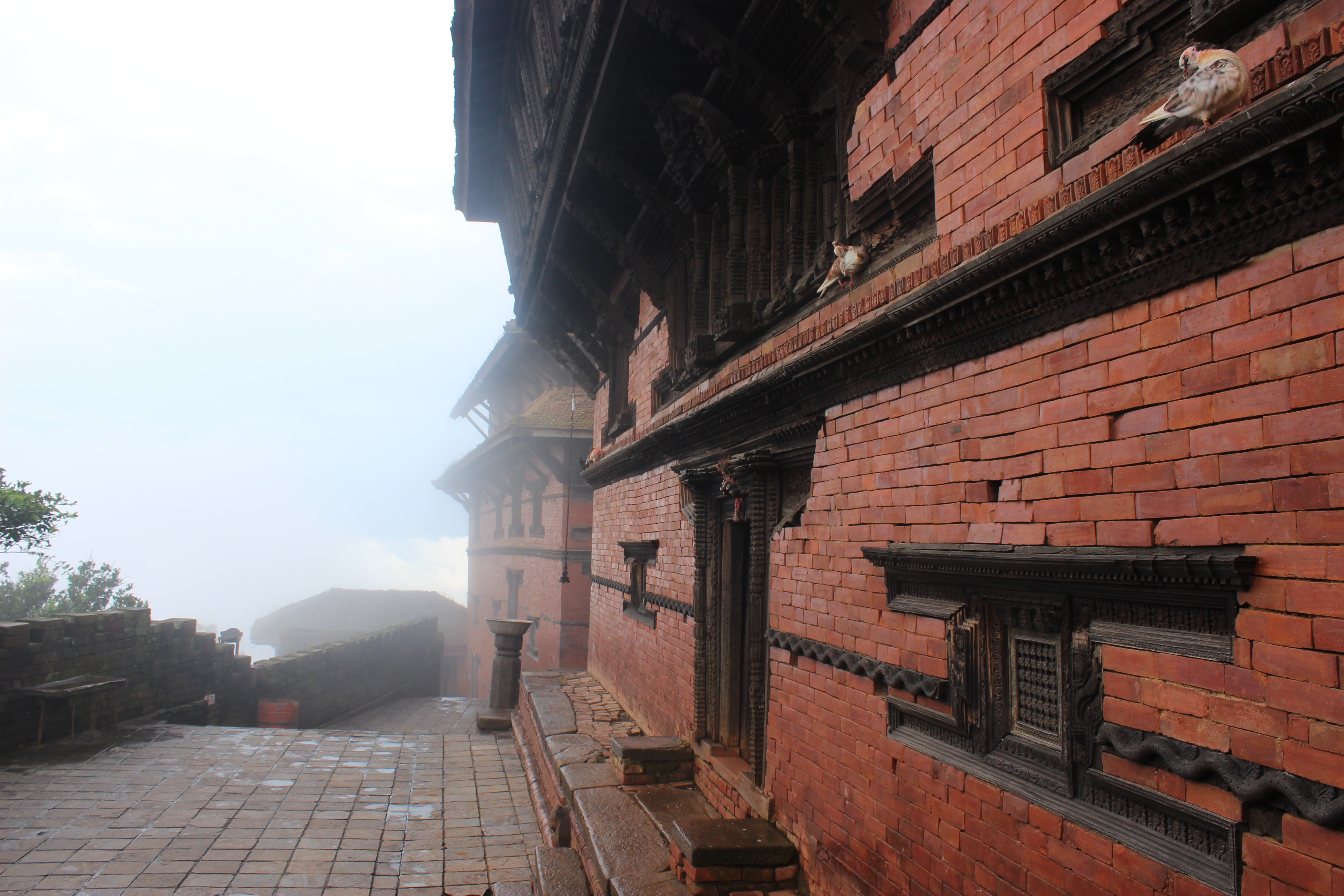
Дурбар Горхи
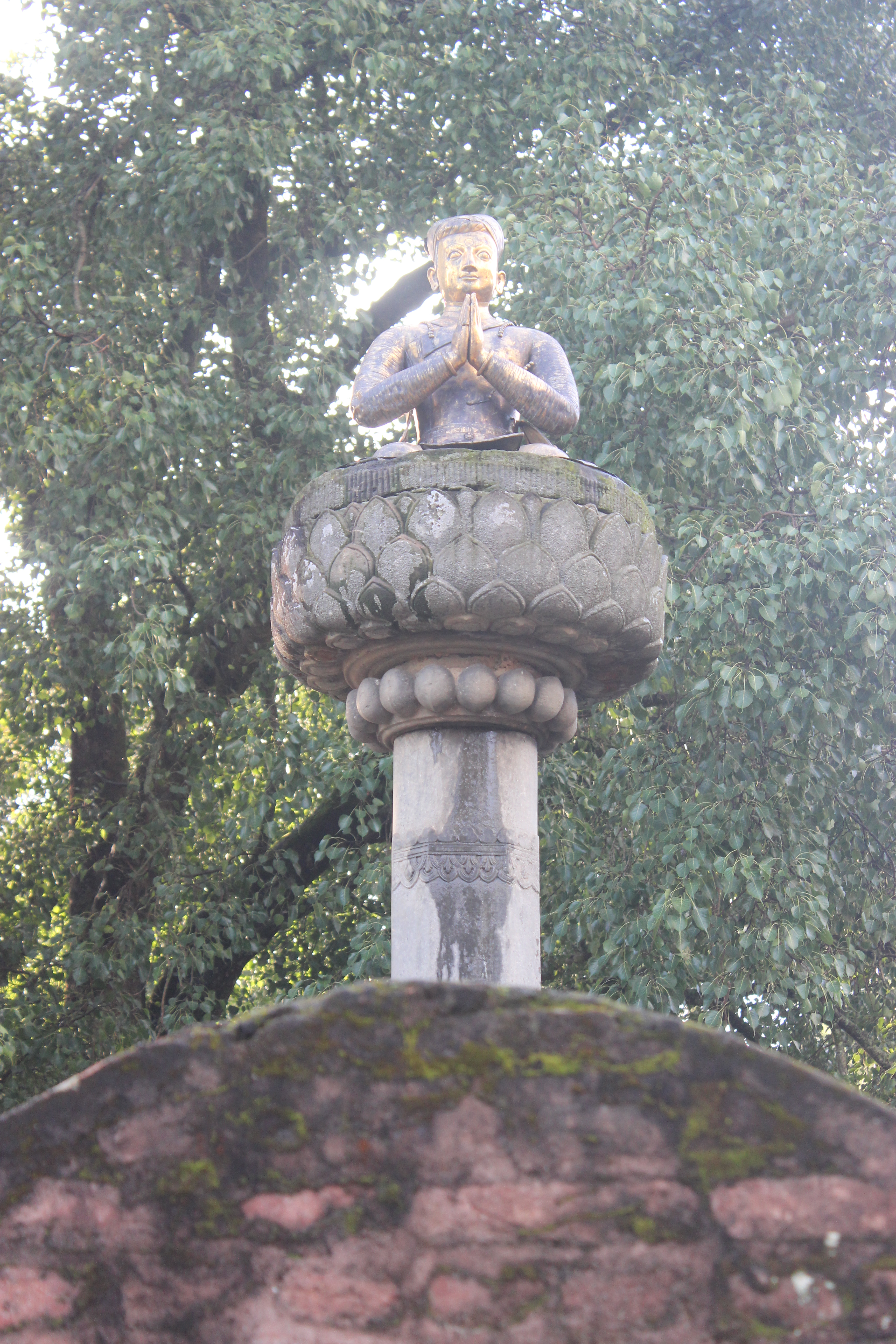
Король Притхави Пал
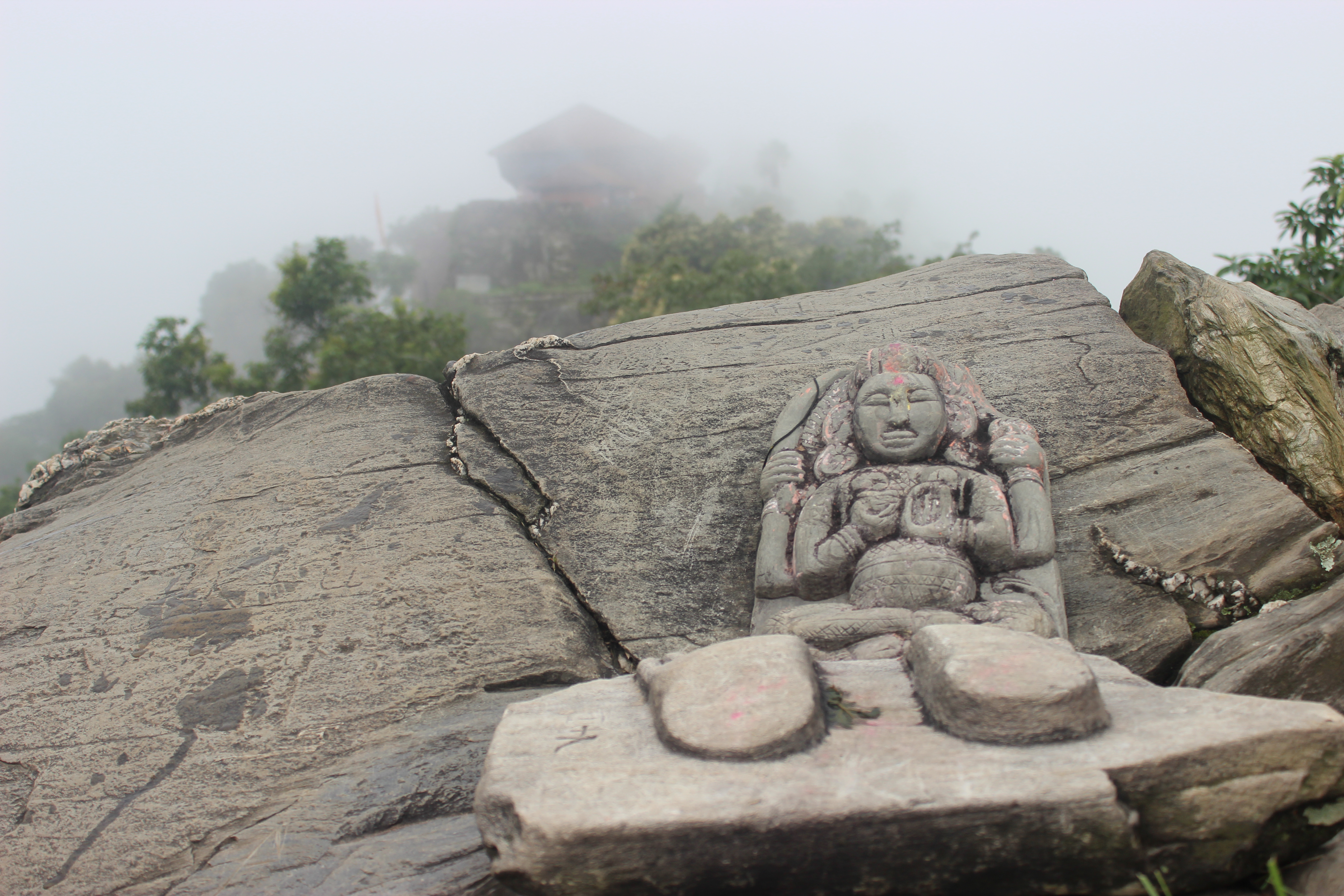
Изображение богини и дворца Горкха
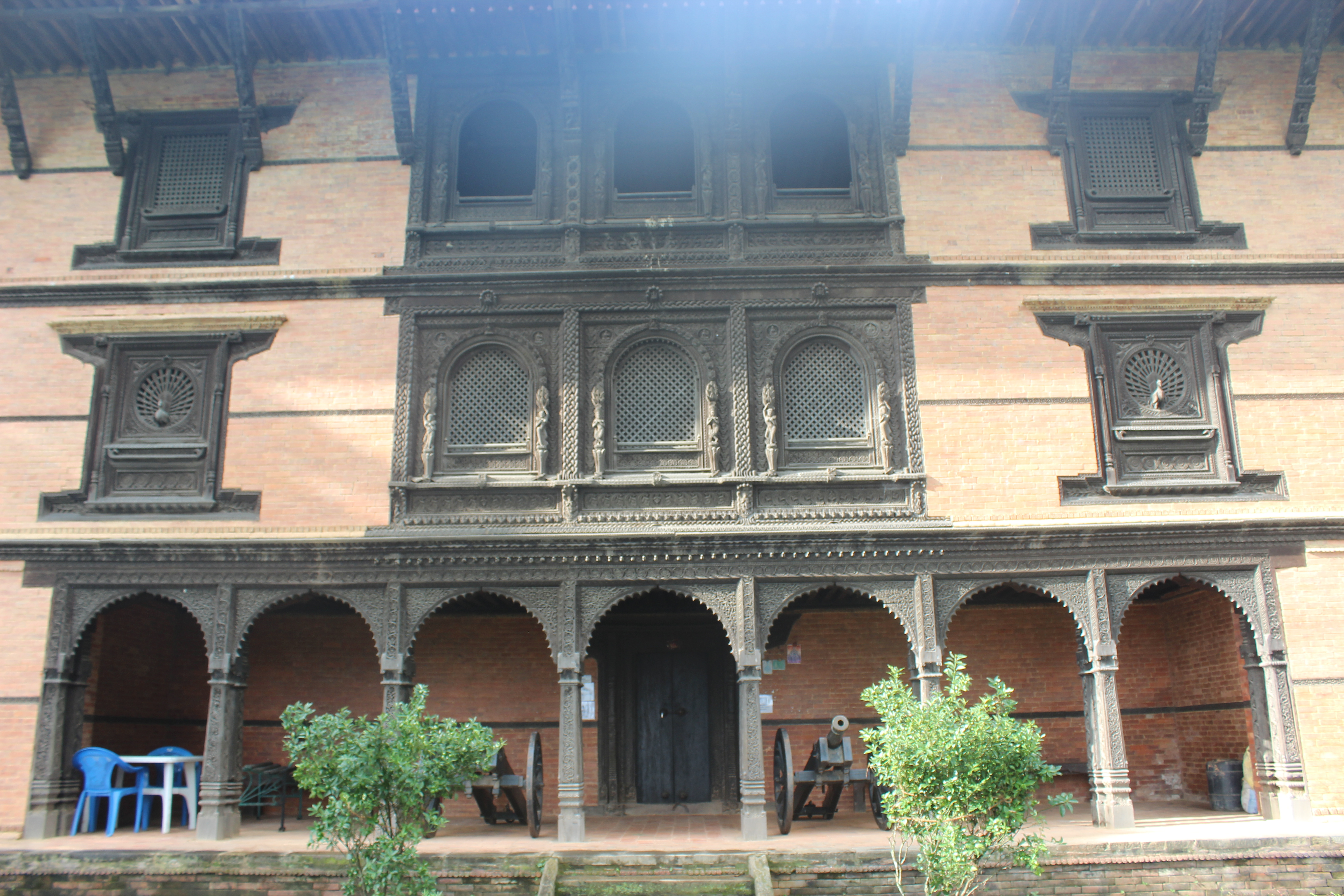
Дурбар Горха Талло
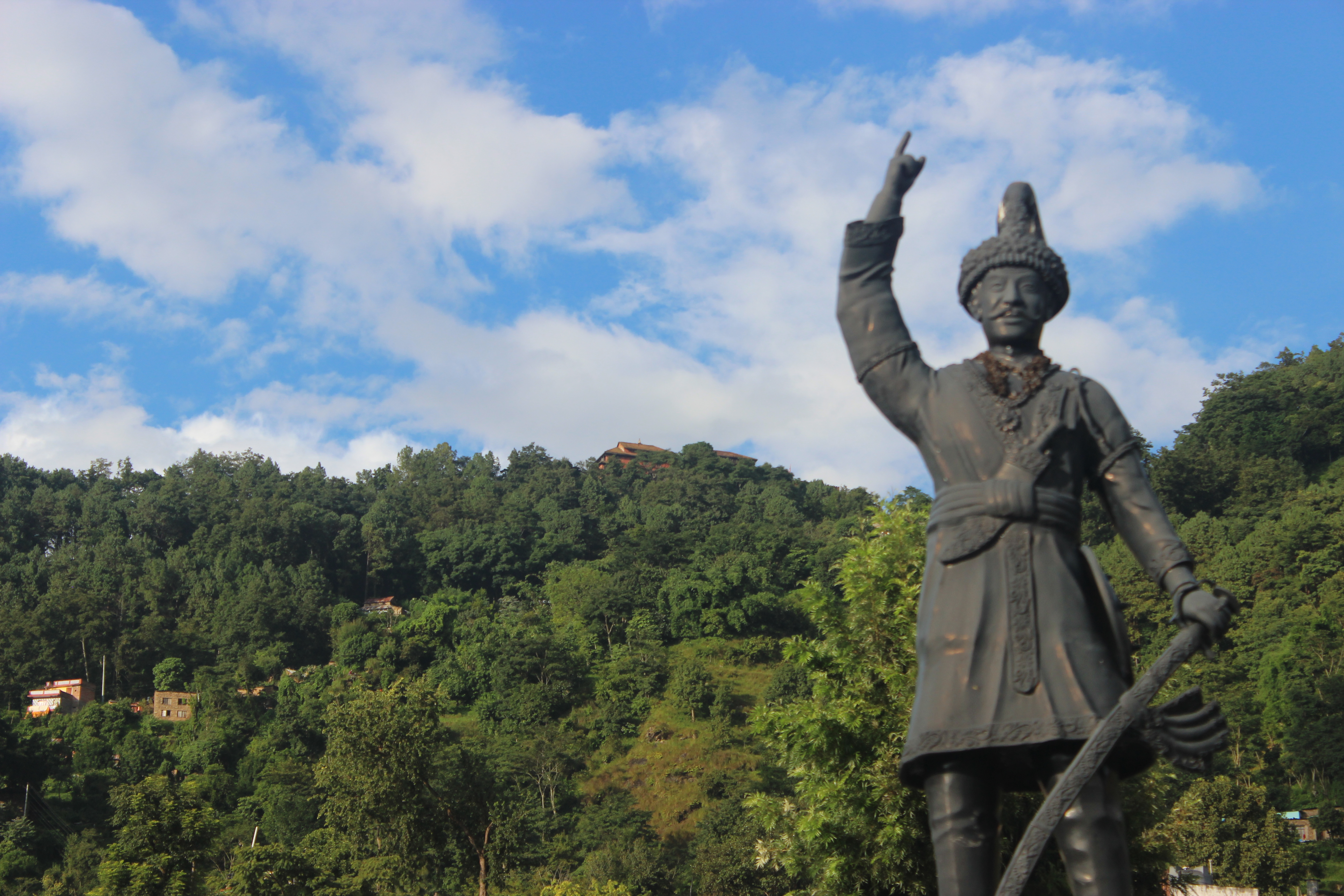
Шри Панч Бада Махараджадхирадж Притхави Нараян Шах Дев
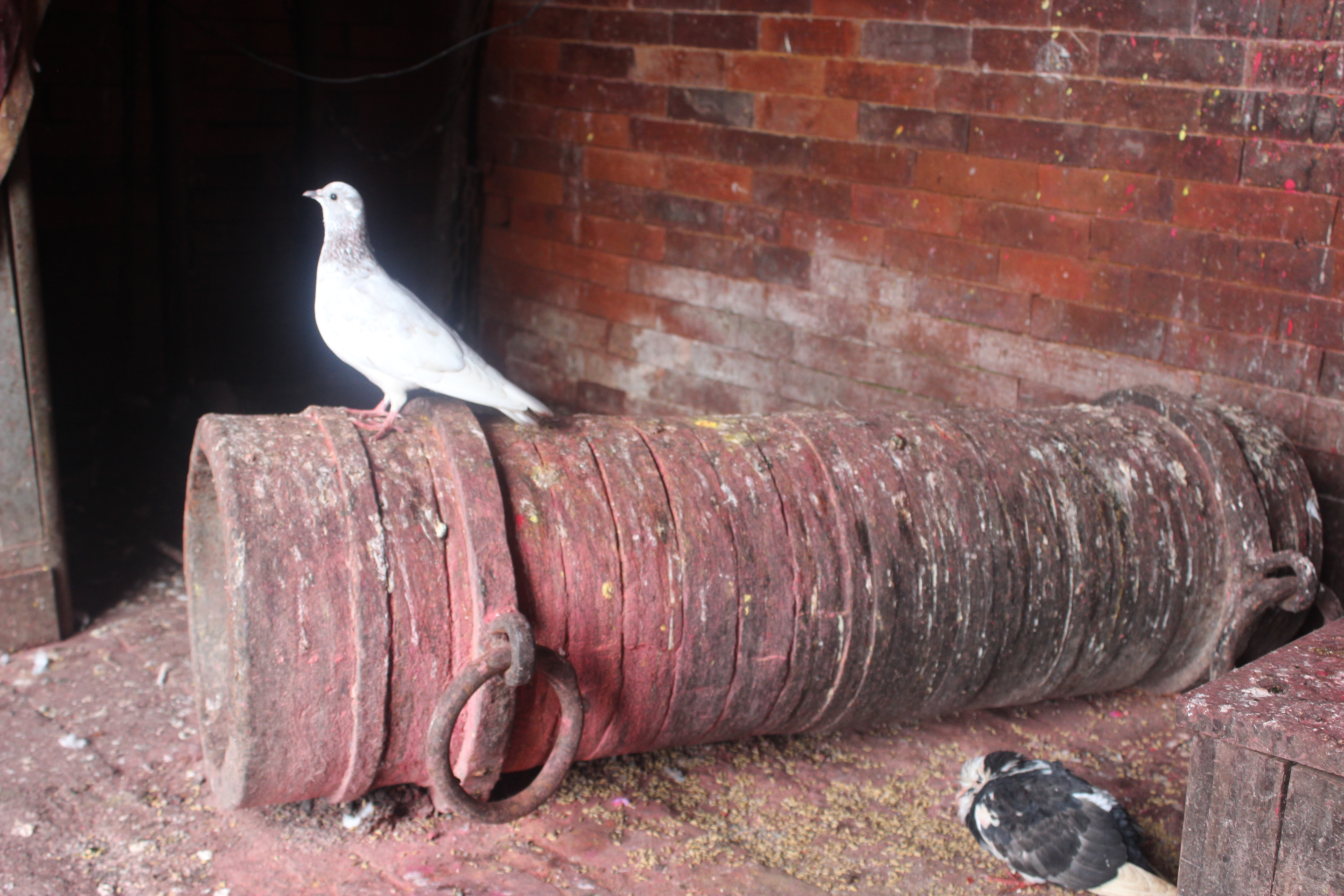
Непальская пушка
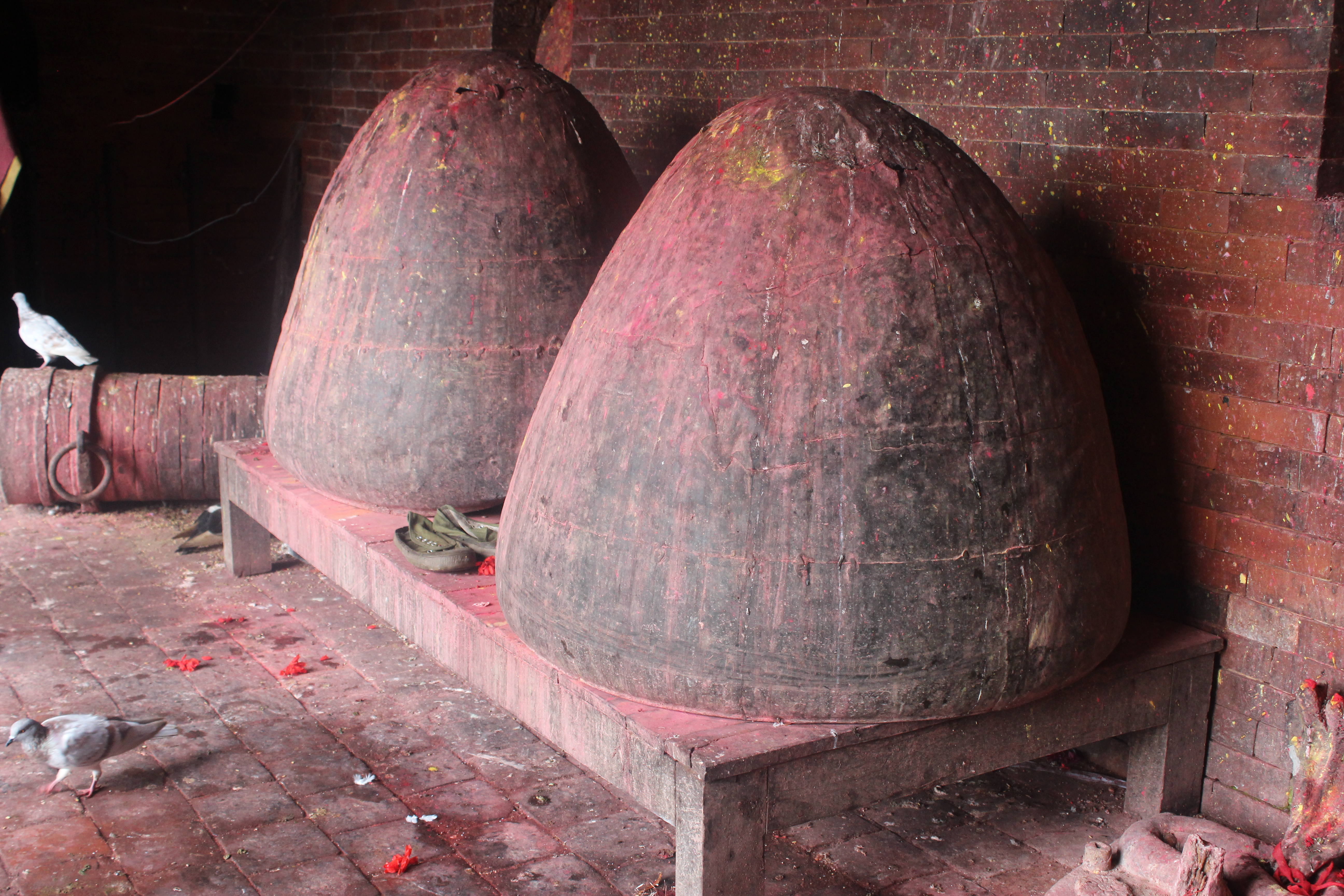
Нагада